# Кашинета (Торино)
Кашинета је насеље у Италији у округу Торино, региону Пијемонт.
Према процени из 2011. у насељу је живело 69 становника. Насеље се налази на надморској висини од 346 м.